# Futur (grammaire)
Pour les articles homonymes, voir Futur (homonymie).
En grammaire, le terme « futur » désigne, dans un sens général, une valeur temporelle de base, celle par laquelle le locuteur situe le procès exprimé par le verbe après le moment de l’énonciation (celui où il parle). Le futur s’oppose à deux autres valeurs temporelles de base, le présent et le passé. Dans un sens restreint, un temps futur désigne, dans certaines langues, une forme verbale spécifique, un paradigme qui exprime une certaine nuance de cette valeur temporelle,,,. Dans ce sens, il peut y avoir plusieurs formes de futur dans une langue donnée.
Cette définition se réfère seulement à l’emploi du futur en tant que temps dit « absolu », c’est-à-dire seulement par rapport au moment de l’énonciation, d’ordinaire dans des phrases simples et des propositions principales. Le futur peut aussi être un temps appelé « relatif » ou « de relation », c’est-à-dire utilisé par rapport à un autre verbe, qui est à un autre temps de base ou à une autre forme de futur,, surtout quand les deux verbes sont dans une même phrase complexe.
En fonction de la langue considérée, il existe plus ou moins de formes de futur. Elles diffèrent selon le mode, la diathèse, l’aspect, le mode d’action, le rapport temporel exprimé, le registre de langue et des facteurs pragmatiques. En fonction de ces paramètres, les formes de futur peuvent être simples ou composées, les premières constituées à l’aide d’affixes, les dernières avec des verbes auxiliaires ou semi-auxiliaires. Les formes simples sont surtout caractéristiques pour les langues ayant un degré relativement grand de synthétisme, et les composées – pour celles à un degré relativement grand d’analytisme.
La valeur temporelle de futur est parfois exprimée non par une forme spécifique pour ce temps, mais par une autre forme temporelle (par exemple, le présent de l’indicatif en français). Inversement, des formes de futur sont également susceptibles d’exprimer d’autres temps ou d’autres effets de sens (par exemple, une modalité de type épistémique). Dans tous les cas, des compléments circonstanciels de temps dissipent souvent ces ambiguïtés.

## En français
Le français a plusieurs formes de futur, toutes à l’indicatif.
Le futur simple a évolué de formes personnelles analytiques à des formes synthétiques. Les désinences proviennent des formes de l’indicatif présent du verbe latin habere « avoir » et sont ajoutées à la forme d’infinitif présent inchangée ou déformée au cours de l’évolution, c’est pourquoi devant elles il y a toujours un r. Il est surtout utilisé avec une valeur absolue, exprimant un procès futur plus ou moins éloigné du moment de la parole : Dans cinquante ans, quel sera l’état de notre planète ? Il peut aussi remplacer l’impératif présent : Vous prendrez ce médicament deux fois par jour pendant une semaine .
Cette forme est également utilisée en tant que futur historique : Pendant plusieurs décennies, Louis XIV sera le monarque le plus puissant du monde .
Le futur antérieur se forme avec l’un des deux verbes auxiliaires au futur simple. La plupart des verbes actifs reçoivent l’auxiliaire avoir, et tous les verbes pronominaux, ceux mis à la diathèse passive, ainsi que certains verbes actifs transitifs indirects – l’auxiliaire être, le verbe à sens lexical étant au participe passé. Dans le cas de l’auxiliaire être, le participe s’accorde toujours en genre et en nombre avec le sujet, du moins à l’écrit. Dans certains cas, il s’accorde aussi lorsque l’auxiliaire est avoir, non pas avec le sujet, mais avec le complément d'objet direct. C’est un temps relatif. Exemples :
- en rapport avec un verbe au futur simple : Quand j’aurai fini ce travail, je sortirai ;
- en rapport avec un verbe à l’impératif : Quand tu auras lu le journal, passe-le-moi ;
- par rapport à un moment exprimé par un complément (en impliquant l’aspect perfectif et la valeur pragmatique de certitude) : Dans un mois, Marie aura accouché d’une petite fille.

Cette forme peut aussi exprimer une présomption au sujet d’un procès : Paul n’est pas encore arrivé ; il aura oublié notre rendez-vous.
Le futur simple dans le passé n’a pas de forme spécifique mais celle du conditionnel présent. C’est une forme synthétique aussi, ayant le même thème que le futur simple et les désinences de l’indicatif imparfait. Il est obligatoirement utilisé au lieu du futur simple dans la plupart des cas où on exprime un procès postérieur à celui d’un verbe à une forme passée : On a annoncé que les élections législatives auraient lieu le 15 mai.
Le futur antérieur dans le passé a la forme du conditionnel passé et la valeur du futur antérieur, mais en rapport avec le futur simple dans le passé : On a annoncé que les deux présidents recevraient les journalistes après qu’ils auraient signé l’accord de coopération entre leurs deux pays.
Le futur proche est le plus souvent exprimé par une périphrase avec le verbe semi-auxiliaire aller et l’infinitif présent du verbe à sens lexical. C’est un temps absolu : Attention, tu vas tomber ! Il est également utilisé avec une valeur d’impératif : Vous allez tous prendre vos affaires et vous allez sortir sans faire de bruit.
Avec aller à l’indicatif imparfait on exprime un procès postérieur proche d’un moment du passé : Au moment où j’allais sortir, j’ai constaté que j’avais oublié mon portefeuille.
Au passif, c’est le verbe être qui est conjugué comme à la diathèse active : La loi sera / va être / aura été votée par les députés.

## En anglais
Comme dans toutes les langues germaniques, le futur en anglais est analytique et donc formé à partir d’un auxiliaire (le plus souvent un auxiliaire de modalité). Ces langues n’ayant que deux temps (le passé et le présent), elles ne disposent pas, en effet, de forme synthétique exprimant le futur. Ainsi, en vieil anglais, la forme verbale utilisée pour renvoyer à l’avenir était en général le présent. C’est en moyen anglais qu’un auxiliaire de modalité sera employé pour exprimer un renvoi à l’avenir (essentiellement will, mais pas exclusivement). Il en sera de même en néerlandais et dans les langues scandinaves.
Le simple future (futur simple) est lui aussi analytique malgré sa dénomination traditionnelle, qui est évitée dans les grammaires plus récentes. Il se forme au moyen des auxiliaires modaux will « vouloir » ou shall (auxiliaire largement grammaticalisé en anglais moderne mais dont le sens originel était « devoir » en vieil anglais), suivi de la base verbale du verbe lexical, c’est-à-dire l’infinitif sans la particule to. À la forme négative, les verbes modaux se contractent habituellement avec la négation not : will not → won’t, shall not → shan’t. Dans certains cas, on peut utiliser l’un ou l’autre des verbes modaux sans différence de sens : I will/shall be at home tomorrow « Je serai chez moi demain ». Dans le cas d’une décision prise sur le moment ou dans des offres, des promesses, will se réduit d’habitude à ’ll : It’s raining. I’ll take an umbrella « Il pleut. Je vais prendre un parapluie », I’ll do my best to help you « Je ferai de mon mieux pour t’aider ».
La promesse peut aussi être exprimée par shall: You shall be the first to know « Tu seras le premier / la première à le savoir ». Shall est aussi utilisé par le locuteur dans des questions où il exprime son indécision au sujet de quelque chose à faire : Where shall I put these flowers? « Où dois-je mettre ces fleurs ? ».
Cette forme de futur peut remplacer l’impératif : You will leave the building immediately « Tu vas / Vous allez quitter le bâtiment tout de suite ! ».
Le future continuous (futur continu) est constitué du futur « simple » de be + V-ing du verbe à sens lexical. Il exprime implicitement l’aspect imperfectif et le mode duratif d’une action qui se déroule dans une certaine période du futur (I’m going on holiday. This time next week I’ll be lying in the sun « Je pars en vacances. La semaine prochaine à la même heure je me prélasserai au soleil ») ou avec le mode d’action itératif (résultat d’une habitude) : I’ll be having lunch in the canteen as usual « Je déjeunerai à la cantine comme d’habitude ».
Le future perfect (futur parfait) est formé du futur simple de l’auxiliaire have « avoir » et le participe passé du verbe à sens lexical. Il correspond au futur antérieur français : Our neighbours are moving soon. They’ll have only been here a year « Nos voisins déménagent bientôt. Ils auront habité là un an à peine ».
D’autres périphrases verbales sont également utilisées avec des effets de sens quelque peu différents de ceux exprimés par will. Elles contiennent toutes le verbe be « être » à l’indicatif présent dit « simple » en tant qu’auxiliaire :
- La périphrase be going to (be + go « aller » V-ing + le verbe à sens lexical à l’infinitif avec to) exprime elle aussi un procès situé dans l’avenir (It’s ten already. We’re going to be late « Il est déjà dix heures. Nous allons être en retard »). On utilise surtout cette périphrase quand le procès à venir est déjà engagé au moment de l’énonciation. Il peut aussi être utilisé pour exprimer une intention : I’m going to start my own business « Je vais créer ma propre affaire »[14].
- Le présent en be + V-ing est également fréquent en anglais pour traduire un présent français à valeur de futur : I'm going out tonight (« Je sors ce soir »). Comme pour be going to, il est question d’un procès à venir déjà engagé ou d’une intention.
- La périphrase be to (be + l’infinitif) est utilisée surtout dans les informations des médias pour indiquer que l'événement à venir est planifié ou inévitable : The Prime Minister is to visit Budapest « Le premier ministre doit visiter Budapest »[14].
- Une périphrase qui exprime un futur imminent est be about to : Hurry up. The coach is about to leave « Dépêche-toi ! Le car va partir ! » Une autre est be on the point of (be + on the point of « sur le point de » + V-ing) : The company is on the point of signing the contract « La compagnie est sur le point de signer le contrat »[14].

L’anglais aussi dispose de formes de futur dans le passé. Deux correspondent au futur dans le passé français exprimé par le conditionnel présent. L’une est formée de l’auxiliaire would + le présent simple, l’autre avec le passé simple de be + l’infinitif avec to : George Washington was the first President of a nation that would become / was to become the richest and most powerful on earth « George Washington fut le premier président d’une nation qui allait devenir la plus riche et la plus forte au monde ».
Le futur proche dans le passé du français a pour correspondants d’autres périphrases :
- avec le passé dit « continu » du verbe go « aller » + l’infinitif avec to : Mr Dudley was going to retire, but then he found another job « M. Dudley allait prendre sa retraite quand il a trouvé un nouvel emploi » ;
- avec le passé simple de be + about + l’infinitif avec to : We had to hurry. The coach was about to leave « Il fallait que nous nous dépêchions. Le car était sur le point de partir ».

Le passif est exprimé de façon analogue avec celui du français : The drugs will be destroyed. The men are going to be charged with importing cocaine « La drogue sera détruite. Les hommes vont être inculpés pour trafic de cocaïne ».

## En roumain
En roumain il y a quatre formes de futur correspondant toutes aussi bien au futur simple qu’au futur proche français, et une de futur antérieur, distribuées selon les registres de langue. Toutes ces formes sont analytiques.
L’un des paradigmes de futur a le verbe auxiliaire a vrea « vouloir » avec des formes spécialisées pour cette fonction, le verbe à sens lexical étant à l’infinitif présent sans la particule a. Son utilisation est absolue, pour un procès plus ou moins éloigné du moment de la parole : Omenirea va găsi probabil noi surse de energie « L’humanité trouvera probablement de nouvelles sources d’énergie », Spectacolul va începe la a treia bătaie a gongului « Le spectacle va commencer au troisième gong ». En emploi absolu également il a aussi la valeur de futur historique : În 1852 se va naște I. L. Caragiale « En 1852 naîtra Ion Luca Caragiale ». Comme temps relatif il peut avoir la valeur de futur simple ou proche dans le passé: Credeam că va veni, dar n-a fost așa « Je croyais qu’il viendrait / allait venir mais ça n’a pas été le cas ». Il est aussi plus fréquemment employé avec la valeur de futur antérieur que la forme specifique de celui-ci, correspondant à l’infinitif français si son sujet est le même que celui de son verbe régissant : După ce vom asculta toate părerile, vom trage concluziile « Après avoir écouté toutes les opinions, nous tirerons les conclusions ».
Cette forme peut aussi avoir la valeur pragmatique d’impératif : Veți lua măsurile necesare « Vous prendrez / allez prendre les mesures nécessaires ».
C’est la forme de futur exclusive dans le registre soutenu mais il apparaît dans le registre courant aussi.
Les trois autres paradigmes appartiennent aux registres courant et familier.
L’un est formé comme le précédent mais avec une variante du verbe auxiliaire sans le v initial, ex. oi aduna (au lieu de voi aduna) « je ramasserai / vais ramasser ».
Un autre a pour auxiliaire la forme o invariable à toutes les personnes, qui provient également du verbe a vrea « vouloir », le verbe à sens lexical étant au subjonctif présent : Altă dată n-o să te mai cred pe cuvânt « Une autre fois je ne te croirai plus sur parole ».
Le troisième se forme avec l’auxiliaire a avea « avoir » et le subjonctif présent. En utilisation relative il correspond à l’infinitif français s’il y a un seul sujet dans la phrase complexe : Ați făgăduit că aveți să ne scrieți regulat « Vous avez promis de nous écrire régulièrement ».
Ces formes de futur sont admises sans être obligatoires, le présent aussi étant possible, dans la proposition conditionnelle introduite par la conjonction dacă « si » : Vom utiliza banii de la FMI doar dacă va fi nevoie « Nous utiliserons l’argent du FMI si seulement il en est besoin ».
Le futur antérieur est constitué du futur avec a vrea et le participe non accordé du verbe à sens lexical : Se va trece la asalt după ce artileria își va fi terminat misiunea « On passera à l’assaut après que l’artillerie aura fini sa mission ». C’est une forme désuète et livresque, remplacée dans la langue actuelle par les autres formes de futur (voir plus haut).
Le passif à ces formes est analogue avec celui du français et de l’anglais, avec l’auxiliaire a fi « être », le participe étant accordé avec le sujet : Cărțile vor fi puse la loc « Les livres seront remis à leur place ».
Il y a aussi des périphrases incomplètement grammaticalisées, spécifiques pour le futur. Le futur proche par rapport au moment de l’énonciation est exprimé par le verbe a urma « suivre » + le subjonctif présent : Urmează să plec la țară « Je vais aller à la campagne ». Par rapport à un temps passé on utilise a urma à l’indicatif imparfait : urma să plec « j’allais partir » Une autre forme de futur dans le passé a pour semi-auxiliaire a avea à l’imparfait : Nimeni nu știa atunci că el avea să devină scriitorul cu cel mai mare succes din generația sa « Personne ne savait alors qu’il deviendrait l’écrivain le plus populaire de sa génération ».

## En BCMS
En BCMS (bosnien, croate, monténégrin et serbe) il n’y a que deux formes de futur, les deux analytiques, avec de petites différences phonétiques et morphophonologiques entre les quatre standards.
Le futur 1 se forme avec le verbe auxiliaire (sr) hteti / (bs + hr) htjeti / (cnr) htjeti ou šćeti « vouloir » à l’indicatif présent, le verbe à sens lexical étant à l’infinitif.
L’auxiliaire est utilisé avec sa forme complète lorsqu’il est accentué, ce qui arrive dans la question totale, lorsque dans celle-ci on utilise la particule interrogative li : (sr) Hoću li videti? « Est-ce que je verrai / vais voir ? ». S’il n’est pas accentué, devenant un clitique, il a sa forme brève, sans la syllabe ho. Dans ce cas il y a deux situation quant à la forme :
- Si juste avant le verbe il y a au moins un mot accentué, l’auxiliaire est antéposé à celui-ci dans tous les standards. Après l’auxiliaire il y a souvent d’autres mots que le verbe à sens lexical : (bs) Sutra ću posjetiti roditelje « Demain je rendrai / vais rendre visite à mes parents »[27], (cnr) Ta će se zgrada graditi više godina « On construira ce bâtiment pendant plusieurs années »[28].
- Si juste avant le verbe il n’y aucun mot accentué ou qu’il y ait une pause avant le verbe, l’auxiliaire est immédiatement postposé. Dans les standards serbe et monténégrin, le suffixe de l’infinitif tombe si c’est ti-, et l’auxiliaire forme un seul mot phonétique et graphique avec l’autre verbe : (cnr) Zvaću Ivana i reći ću mu sve što znam « J’appelerai / Je vais appeler Ivan et je lui dirai / vais lui dire tout ce que je sais »[28]. Dans l’orthographe des standards croate et bosnien il n’y a que le i du suffixe -ti qui tombe, et l’auxiliaire est séparé : (hr) Po mom povratku udarit ćemo na Krško « Après mon retour, nous mènerons l’assaut sur Krško » (August Šenoa)[29].

À la forme négative, la négation ne constitue un préfixe de la forme brève de l’auxiliaire, qui devient accentué et antéposé dans tous les standards : (bs) Čestit čovjek nikad neće prevariti drugoga « L’homme honnête ne trompera jamais autrui ».
Comme on peut le voir dans les exemples ci-dessus, le futur 1 correspond généralement tant au futur simple, qu’au futur proche français. Comme dans d’autres langues, il a aussi une valeur de futur historique : ((cnr) Dugo je vladao mir i niko ništa nije pitao; tek treći dan reći će princeza majci:… « La paix régna pendant longtemps et personne ne demandait rien ; à peine le troisième jour, la princesse dira à sa mère :… ») et omnitemporelle: Dok je novca, biće i prijatelja « Tant qu’il y a de l’argent, il y aura aussi des amis ».
La valeur d’impératif aussi peut être portée par ce futur : (sr) Odnećeš ovo pismo i reći ćeš… « Tu porteras / vas porter cette lettre et tu diras / vas dire… ».
La présomption concernant un procès peut être exprimée par la construction futur 1 du verbe biti « être » + la conjonction da « que » + le verbe à sens lexical au présent ou au parfait : (cnr) Biće da se razboljela « Elle sera tombée malade ».
À part ces emplois absolus, c’est un temps relatif aussi, en tant que futur dans le passé : (sr) Rekao sam da ćete se posvađati i tako je i bilo J’ai dit que vous alliez vous disputer et c’est ce qui est arrivé ».
Le futur 2 est donné par la forme d’indicatif présent d’aspect perfectif de l’auxiliaire biti « être », utilisée seulement comme auxiliaire + la forme appelée « adjectif verbal actif » du verbe à sens lexical, l’une de celles qui correspondent au participe passé français, accordée avec le sujet. Ses valeurs sont seulement relatives, différentes selon que le verbe à sens lexical est perfectif ou imperfectif, ce qui est exprimé par certains préfixes et suffixes, ou par leur absence. Il est utilisé uniquement en proposition subordonnée. Avec des verbes imperfectifs il exprime d’ordinaire un procès simultané avec celui du verbe régissant au futur 1, correspondant à l’indicatif présent français en subordonnée conditionnelle : (sr) Ako ne budu slušali, neće ništa naučiti « S’ils n’écoutent pas, ils n’apprendront rien ». Avec des verbes perfectifs, il exprime d’habitude un procès antérieur à celui du verbe régissant, qui peut aussi être à l’impératif : Uzmi ono što budeš našao « Prends ce que tu trouveras / vas trouver ».
En BCMS, le passif se forme comme dans d’autres langues, avec l’auxiliaire signifiant « être » (biti) et « l’adjectif verbal passif », l’autre forme qui correspond au participe passé français, accordée avec le sujet, dans tous les standards : Knjiga će biti napisana « Le livre sera écrit ».

## En hongrois
En hongrois il y a deux formes de futur, une à l’indicatif et une au participe.
Le futur de l’indicatif. À ce mode, seul le verbe signifiant « être » a une forme de futur simple, supplétive : présent van « il/elle est » – futur lesz « il/elle sera ».
Pour tous les autres verbes il y a une seule forme de futur, analytique, constituée du verbe auxiliaire fog (au sens lexical « prendre, tenir ») à l’indicatif présent, et l’infinitif du verbe utilisé avec son sens lexical. L’auxiliaire est postposé ou antéposé à la forme affirmative, si le verbe n’a pas de préfixe : Sokáig élni fog ou Sokáig fog élni « Il/Elle vivra longtemps ». Le mot le plus intensément accentué de la phrase, par exemple un mot de négation, se trouve en premère place, devant le verbe. Dans ce cas, l’auxiliaire est antéposé : Nem fogom eltűrni, hogy így beszélj velem « Je ne tolérerai pas que tu me parles ainsi ». Si le verbe a un préfixe, à la forme affirmative, l’auxiliaire est placé entre le préfixe et le verbe : Meg fogják építeni a kórházat « Ils construiront l’hôpital ».
Cette forme a en général les valeurs absolues et relatives du futur simple et du futur proche français. Elle a aussi la valeur pragmatique d’atténuer une demande sous forme de question : Fogsz nekem főzni egy kávét? « Tu vas me faire un café ? ».
En hongrois aussi le futur est utilisable dans la proposition conditionnelle introduite par la conjonction ha « si » : Ha lesz rá időd, akkor látogass meg! « Si tu as le temps, rends-moi visite ».
Le futur passif se construit avec le verbe lesz en tant qu’auxiliaire et le verbe à sens lexical au gérondif qui, dans ce cas, correspond au participe passé français : Egy hét múlva be lesz fejezve a munka « Dans une semaine, le travail sera terminé ».
Le hongrois a un participe futur aussi, marqué par un suffixe spécifique. Il correspond en français à l’infinitif avec la préposition à : A ma feladandó levelek az asztalon vannak « Les lettres à poster aujourd’hui sont sur la table.

## Le futur exprimé par des formes non spécifiques
Du moins dans les langues mentionnées ici, certaines formes verbales autres que de futur expriment également, de manière implicite, des procès situées après le moment de la parole. Ainsi, l’impératif, par exemple, par lequel le locuteur demande ou suggère à une autre personne de faire ou de ne pas faire quelque chose, éventuellement en s’impliquant lui aussi dans le sujet. Exemples :
- (fr) Ne touchez pas à ça ![37] ;
- (en) Come in « Entre / Entrez ! »[38] ;
- (ro) Dă-mi împrumut zece lei, te rog! « Prête-moi dix lei, s’il te plaît ! »[39] ;
- (sr) Krenimo! « Partons ! »[40] ;
- (hu) Hagyjál békén! « Fiche-moi la paix ! »[41].

Le subjonctif présent et les formes qui lui correspondent dans diverses langues, utilisé absolument avec la valeur d’impératif, y compris se référant à la 3e personne, vise également le futur et, comme temps relatif en rapport avec le verbe régissant au présent, peut aussi se référer au futur ou, rapporté à un moment du passé, avoir la valeur de futur dans le passé :
- (fr) Que personne ne sorte ![42] ;
- (en) The Opposition are insisting that the Minister resign « L’opposition insiste pour que le ministre démissionne »[43] ;
- (ro) Nu vreau să plec « Je ne veux pas partir »[44] ;
- (hu) Megmutatta, hogyan játsszuk el a szerepet « Il/Elle nous a montré comment jouer le rôle »[45].

L’infinitif présent ou sa seule forme dans certaines langues peut également avoir la valeur de futur, utilisé de façon absolue au lieu de l’impératif, mais aussi de façon relative, lorsqu’il a le même sujet que le verbe régissant, plus souvent dans des langues comme le français ou le croate, plus rarement dans d’autres, comme le roumain ou le serbe :
- (fr) Il veut venir avec nous[46] ;
- (en) He wants to go « Il veut y aller »[47] ;
- (ro) A nu se răsturna! « Ne pas renverser ! »[48] ;
- (hr) Marija želi pisati « Maria désire écrire »[49] ;
- (hu) Nem tudom kinyitni az üveget « Je ne peux pas ouvrir la bouteille »[50].

La forme d’indicatif présent est fréquemment utilisée à la place de celles de futur. Dans certaines langues, comme BCMS, le verbe perfectif ayant le forme de présent n’a même pas la valeur de présent, étant utilisé d’ordinaire dans des propositions subordonnées, avec la valeur de futur : (sr) Oni će igrati tango dok ne padnu od umora « Ils danseront le tango jusqu’à ce qu’ils tombent de fatigue ».
En hongrois, les verbes d’aspect perfectif, exprimé moins systématiquement qu’en BCMS, par certains préfixes, peut exprimer le futur avec la forme de présent dans des propositions indépendantes aussi : Megtanulja a verset « Il/Elle apprendra / va apprendre le poème ».
Dans les langues qui n’expriment pas systématiquement les aspects par des morphèmes, la forme d’indicatif présent est souvent utilisée pour exprimer le futur, surtout à l’aide de compléments de temps adéquats :
- (fr) J’arrive dans cinq minutes[53] ;
- (en) I’m going home tomorrow « Je rentre chez moi demain »[54] ;
- (ro) Mâine plec la Constanța « Demain je vais à Constanța »[55].

En hongrois, le verbe imperfectif peut lui aussi exprimer le futur de cette façon. Il y a aussi un adverbe dont l’un des sens est spécialisé dans l’expression du futur, en accompagnant un verbe qui peut être au futur ou au présent : Majd látni akarom, mit rajzoltatok « Je voudrai voir ce que vous aurez dessiné ».
Le verbe à l’indicatif présent à valeur d’impératif implique lui aussi le futur :
- (fr) Vous prenez la première rue à droite[53] ;
- (en) You turn left at the church « À l’église vous tournez à gauche »[57] ;
- (ro) Stingi chiar acum lumina și te culci! « Tu éteins tout de suite la lumière et tu te couches ! »[58] ;
- (hu) Elmegy a sarokig, és ott jobbra fordul « Vous allez jusqu’au coin et là vous tournez à droite »[59].

En BCMS, le subjonctif présent français a pour correspondant l’indicatif présent, y compris avec toutes ses valeurs de futur : (hr) Odmah da dođu svi ovamo! « Que tous viennent ici tout de suite ! ».
En français, le présent est obligatoire au lieu du futur en proposition conditionnelle avec si : Si j’ai le temps, je passerai chez toi ce soir. En anglais non plus les formes de futur ne sont pas admises dans le cas équivalent. On utilise le plus souvent une forme de présent : If it rains, the reception will take place indoors « S’il pleut, la réception aura lieu à l’intérieur ».